# Sementa Rajhard
Sementa Rajhard (Rijeka, 4. siječnja 1991.), hrvatska glumica i pjevačica.

## Filmografija

### Televizijske uloge
- "Masked Singer" kao Flamingica (2023.)
- "Čista ljubav" kao Emina Tabaković (2017. – 2018.)
- "Stella" kao Jasmina Klarić  (2013.)
- "Hrvatska traži zvijezdu" kao Sementa Rajhard (2009.)

### Filmske uloge
- "Zona Zamfirova 2" kao Done (2017.)

### Sinkronizacija
- "Snježno kraljevstvo 2" kao Ana (2019.)
- "Snježno kraljevstvo: Olafova pustolovina" kao Ana (2017.)
- "Snježna groznica" kao Ana (2015.)
- "Snježno kraljevstvo" kao Ana (2013.)

## Vanjske poveznice
- Sementa Rajhard u internetskoj bazi filmova IMDb-u (engl.)